# Craig Strete
Œuvres principales
- L'Homme qui saigne

Craig Strete, né le 6 mai 1950 à Fort Wayne dans l'Indiana, est un écrivain américain de science-fiction et de livres pour enfants.

## Biographie
Craig Strete est né le 6 mai 1950 à Fort Wayne dans l'Indiana. Il obtient son Bachelor of Arts en 1975 à l'université de Wayne State et son Master of Fine Arts en 1978 à l'université de Californie à Irvine, puis commence à travailler pour l'industrie du cinéma et de la télévision, avant de devenir professeur à l'université de San José.
Dès 1974, il commence à publier des nouvelles puis des romans courts, à l'intersection de la science-fiction, de la fantasy et de la culture amérindienne. Curieusement, sa première publication en volume (celle de son futur recueil américain If All Else Falls) aura lieu à Amsterdam dans une traduction nééerlandaise, en 1976. Ses premiers textes publiés engendrent un certain enthousiasme : ses nouvelles Time Deer et The Bleeding Man sont nommées au prix Nebula 1975, son premier recueil The Bleeding Man and Other Stories est publié en 1977 avec une préface élogieuse de Virginia Hamilton, son deuxième recueil If All Else Fails l'est en 1980 avec une préface dithyrambique de Jorge Luis Borges,, tandis qu'en France Yves Frémion témoigne de son enthousiasme dans la revue Univers entre 1977 et 1979.
Une querelle avec Harlan Ellison en 1988-1990, à propos d'une affaire de prétendu plagiat l'ayant opposé à Ron Montana, va toutefois, même après qu'il a été largement innocenté, lui causer un certain tort au sein du milieu de la science-fiction américaine, tandis que son roman Burn Down the Night (1982), mettant en scène une rencontre avec Jim Morrison lorsque Craig Strete était adolescent, s'il est une réussite commerciale, est vivement contesté, notamment par Ray Manzarek qui y voit un « coup » médiatique à partir de faits essentiellement fictifs.
Le personnage demeure mystérieux et controversé, et a longtemps évolué sous plusieurs pseudonymes différents. Il serait d'ascendance principalement cherokee.
Après 1990, il se lance dans l'écriture de textes pour enfants, qui constituent dès lors la quasi-totalité de sa production littéraire.
Il est aujourd'hui professeur au département d'anglais de l'université East Stroudsburg en Pennsylvanie.

## Œuvres

### Album jeunesse
- Mange-pieds et le garçon sans nom, un conte traditionnel d'origine amérindienne, Éditions Circonflexe, 2001

### Romans
- (en) Paint your Face on a Drowning in the River, Greenwillow Books, 1978
- (en) Burn Down the Night, Warner Books, 1982
- (en) To Make Death Love Us, Doubleday, 1987
- (en) Death in the Spirit House, Doubleday, 1988

### Recueils de nouvelles originaux
- (en) The Bleeding Man and Other Science Fiction Stories, William Morrow/Greenwillow, 1977 - Préface de Virginia Hamilton.
- (en) If All Else Fails, Doubleday, 1980 - Préface de Jorge Luis Borges.
- (en) Dreams that Burn in the Night, Doubleday, 1982
- (en) Death Chants, Doubleday, 1988 - Préface de Salvador Dali[10].

### Recueil de nouvelles français
- Si tout se casse la gueule, Kesselring, coll. « Ici et maintenant - Romans » no 10, 1980Préface de Jorge Luis Borges[11]
  - Toutes mes statues ont des ailes de pierre, 1980 ((en) All My Statues Have Stone Wings, 1980)
  - Pour voir la cité assise sur ses édifices, 1977 ((en) To See the City Sitting on Its Buildings, 1975)Parue initialement sous le titre Voir la cité assise sur ses bâtiments, dans la revue Galaxie no 151 aux éditions OPTA
  - Samedi soir au poste d'observation de la femme blanche, 1977 ((en) Saturday Night at the White Woman Watching Hole, 1976)Parue initialement dans l'anthologie Univers 08 aux éditions J'ai lu, coll. « Science-fiction » no 732
  - Just like Gene Autry (foxtrot) - version Cherokee de « Jésus-Christ est entré dans notre vie », 1980 ((en) Just Like Gene Autry: A Foxtrot A Cherokee Version of Jesus Christ Entering Our Lives, 1976)
  - Vieille, si vieille, mais sans âge en cette science, 1980 ((en) Old, So Very Old, and in That Wisdom, Ageless, 1980)
  - Conte de fées à Wounded Knee, 1979 ((en) A Wounded Knee Fairy Tale, 1976)Parue initialement sous le titre Le Conte de fées de Wounded-Knee, dans l'anthologie Univers 17 aux éditions J'ai lu, coll. « Science-fiction » no 958
  - Un cheval d'un autre technicolor, 1980 ((en) A Horse of a Different Technicolor, 1975)
  - Une corde autour de chaque monde, 1980 ((en) Every World With a String Attached, 1976)
  - Où ils ont mis les agrafes et pourquoi elle a ri, 1979 ((en) Where They Put the Staples and Why She Laughed, 1976)Parue initialement sous le titre Où ils ont placé les agrafes et pourquoi elle a éclaté de rire, dans l'anthologie Univers 16 aux éditions J'ai lu, coll. « Science-fiction » no 925
  - La Cruauté de ton visage, 1980 ((en) Your Cruel Face, 1976)
  - Un lieu pour mourir sur la photographie de ton âme, 1980 ((en) A Place to Die on the Photograph of Your Soul, 1976)
  - Pourquoi la vierge Marie n'est-elle jamais entrée dans le wigmam de Standing Bear ?, 1977 ((en) Why Has the Virgin Mary Never Entered the Wigwam of Standing Bear?, 1976)Parue initialement sous le titre Pourquoi la Vierge Marie n'est-elle jamais entrée dans le wigwam d'Ours Dressé ?, dans l'anthologie Univers 10 aux éditions J'ai lu, coll. « Science-fiction » no 769
  - L'Oiseau du piano, 1980 ((en) Piano Bird, 1976)
  - Quel fut le premier oscar à recevoir un nègre ?, 1977 ((en) Who Was the First Oscar to Win a Negro?, 1976)Parue initialement sous le titre Qui fut le premier oscar à recevoir un nègre ?, dans l'anthologie Univers 09 aux éditions J'ai lu, coll. « Science-fiction » no 754
  - L'Homme qui saigne, 1976 ((en) The Bleeding Man, 1974)Parue initialement sous le titre L'Homme qui saignait, dans la revue Galaxie no 147 aux éditions OPTA - Nommé au prix Nebula de la meilleure nouvelle longue 1975
  - Quand ils partent, 1980 ((en) When They Go Away, 1976)
  - La haine est un amour infiniment douloureux, 1980 ((en) With the Pain It Loves and Hates, 1976)

### Autre nouvelle traduite en français
- Nous sommes les gens dont nos parents nous ont causé au téléphone, 1978 ((en) We Are the People Our Parents Warned Us About, 1982)Parue dans l'anthologie Univers 13 aux éditions J'ai lu, coll. « Science-fiction » no 837